# Улица Архитектора Мельникова
У́лица Архите́ктора Ме́льникова — улица на юге Москвы в Даниловском районе Южного административного округа.

## Происхождение названия
Улица (ранее Проектируемый проезд № 7016) получила название в марте 2016 года в честь советского архитектора Константина Мельникова (1890—1974). Несколько улиц в районе бывшей промышленной зоны завода имени Лихачева («ЗИЛ») названы именами известных художников и архитекторов XX века.

## Описание
Улица начинается от проспекта Лихачёва, проходит на юг, пересекает улицы Кандинского, Родченко, Татлина, Лентулова, Варвары Степановой и Льва Юдина; через последнюю выходит к улице Лисицкого.